# Октябрьское (Сынжерейский район)
Октябрьское (рум. Octeabriscoe) — село в Сынжерейском районе Молдавии. Наряду с селами Цамбула и Пэлэрия входит в состав коммуны Цамбула.

## География
Село расположено на высоте 156 метров над уровнем моря.

## Население
По данным переписи населения 2004 года, в селе Октябрьское проживает 788 человек (362 мужчины, 426 женщин).
Этнический состав села:
| Национальность | Число жителей | Процентный состав |
| -------------- | ------------- | ----------------- |
| украинцы       | 409           | 51.9              |
| молдаване      | 251           | 31.85             |
| русские        | 118           | 14.97             |
| гагаузы        | 9             | 1.14              |
| прочие         | 1             | 0.13              |
| Всего          | 788           | 100%              |